# Desa Sambong (administrativ by i Indonesien, Jawa Tengah, lat -7,38, long 109,55)
Desa Sambong är en administrativ by i Indonesien.   Den ligger i provinsen Jawa Tengah, i den västra delen av landet, 300 km öster om huvudstaden Jakarta.